# Communauté d’agglomération du Pays Viennois
Die Communauté d’agglomération du Pays Viennois, auch ViennAgglo genannt, ist ein ehemaliger Gemeindeverband im französischen Département Isère, dessen Verwaltungssitz sich in der namensgebenden Stadt Vienne am Ufer der Rhône befand. Der 2001 gegründete Gemeindeverband bestand aus 18 Gemeinden auf einer Fläche von 275,2 km2. Am Westrand des Département Isère gelegen schloss er mit Saint-Romain-en-Gal eine Gemeinde ein, die zum Département Rhône gehörte, der Verband war damit Département-übergreifend aufgebaut. Präsident des Gemeindeverbandes war Thierry Kovacs.

## Aufgaben
Zu den vorgeschriebenen Kompetenzen gehörten die Entwicklung und Förderung wirtschaftlicher Aktivitäten und des Tourismus sowie die Raumplanung auf Basis eines Schéma de Cohérence Territoriale. Die Communauté d’agglomération bestimmte die Wohnungsbaupolitik, förderte sozialen Wohnungsbau und organisierte den öffentlichen Nahverkehr und Schulbusverkehr. Des Weiteren betrieb sie die Straßenmeisterei, die Wasserversorgung, die Abwasserentsorgung sowie die Abfallwirtschaft und war allgemein für den Immissionsschutz zuständig. Sie richtete außerdem das jährliche Festival Jazz à Vienne aus.

## Historische Entwicklung
Mit Wirkung vom 1. Januar 2018 fusionierte der Gemeindeverband mit der Communauté de communes de la Région de Condrieu im benachbarten Département Rhône und bildete so die Nachfolgeorganisation Communauté d’agglomération Vienne Condrieu.

## Ehemalige Mitgliedsgemeinden
Folgende 18 Gemeinden gehören der Communauté d’agglomération du Pays Viennois an:
| Gemeinde               | Einwohner 1. Januar 2022 | Fläche km² | Dichte Einw./km² | Code INSEE | Postleitzahl |
| ---------------------- | ------------------------ | ---------- | ---------------- | ---------- | ------------ |
| Chasse-sur-Rhône       | 6.484                    | 7,9        | 821              | 38087      | 38670        |
| Chonas-l’Amballan      | 1.691                    | 7,4        | 229              | 38107      | 38121        |
| Chuzelles              | 2.347                    | 13,0       | 181              | 38110      | 38200        |
| Estrablin              | 3.682                    | 20,7       | 178              | 38157      | 38780        |
| Eyzin-Pinet            | 2.301                    | 28,4       | 81               | 38160      | 38780        |
| Jardin                 | 2.156                    | 9,2        | 234              | 38199      | 38200        |
| Les Côtes-d’Arey       | 2.023                    | 24,3       | 83               | 38131      | 38138        |
| Luzinay                | 2.438                    | 19,0       | 128              | 38215      | 38200        |
| Moidieu-Détourbe       | 1.971                    | 18,0       | 110              | 38238      | 38440        |
| Pont-Évêque            | 5.843                    | 8,8        | 664              | 38318      | 38780        |
| Reventin-Vaugris       | 2.042                    | 18,4       | 111              | 38336      | 38121        |
| Saint-Romain-en-Gal    | 1.990                    | 13,4       | 149              | 69235      | 69560        |
| Saint-Sorlin-de-Vienne | 967                      | 9,9        | 98               | 38459      | 38200        |
| Septème                | 2.153                    | 21,6       | 100              | 38480      | 38780        |
| Serpaize               | 2.100                    | 11,7       | 179              | 38484      | 38200        |
| Seyssuel               | 2.168                    | 9,8        | 221              | 38487      | 38200        |
| Vienne                 | 31.555                   | 22,6       | 1.396            | 38544      | 38200        |
| Villette-de-Vienne     | 1.979                    | 11,0       | 180              | 38558      | 38200        |